# Antiguo Convento Franciscano (Zacatlán)
El Antiguo Convento Franciscano Zacatlán es un templo católico dedicado a san Francisco de Asís, fue fundado en 1562 y terminado en 1567, fue construido por la orden de los franciscanos y es de los primeros templos católicos construidos en América y de los más antiguos que todavía realizan oficios religiosos.

## Historia
La construcción de este templo se inició en 1562; es el segundo de estilo basílica en el estado de Puebla, y de los primeros construidos en América, considerándose como joya arquitectónica colonial.
Su construcción fue iniciada en 1562,casi ocho años antes que la Catedral de México, y doce años antes que la Catedral de Puebla. El edificio fue concluido y bendecido por Hernando de Villagómez, tercer obispo de Tlaxcala el 21 de noviembre de 1564.

## Estructura
El edificio está construido con piedra; su techumbre a dos aguas y su viguería de madera complementan la majestuosidad del mismo. Consta de 3 naves, central y dos laterales; la teja roja de su azotea complementa la integración al paisaje urbano.
La torre occidental del templo es una anexión del siglo XX a la estructura, dicha torre posee la peculiaridad de tener en su punta un reloj especialmente diseñado para este fin.

### Los claustros
Anexo al templo se encuentran los claustros donde los antiguos franciscanos vivían apartados de la sociedad.
El 21 de mayo de 1991 fue fundada en ese edificio la casa de la cultura de Zacatlán, en donde se alberga el principal museo y biblioteca del municipio, además de otros talleres de artes y enseñanzas.

## Restauración

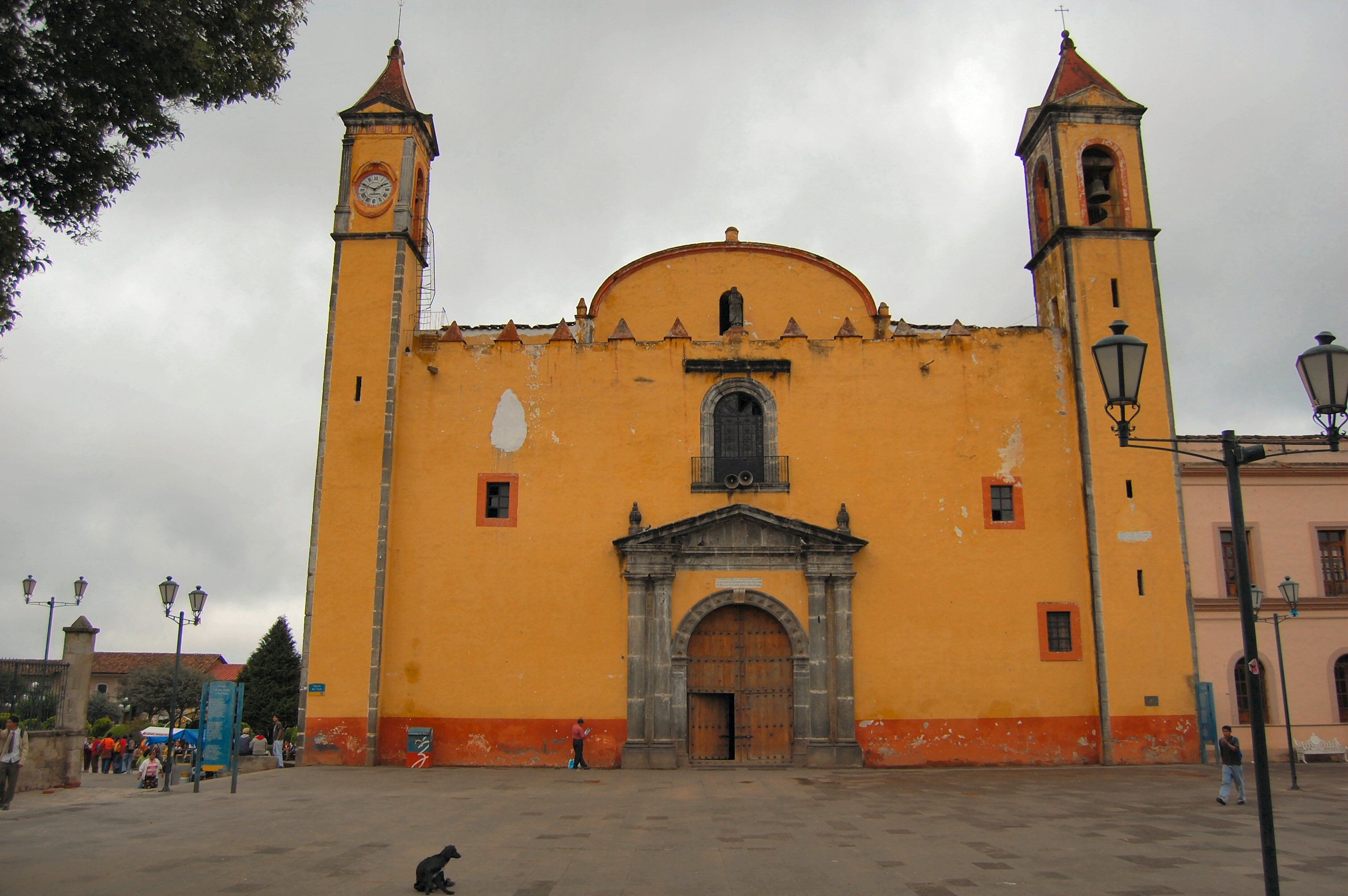
El exconvento en junio de 2008, antes de ser restaurado

En marzo de 2009, el INAH inició un programa para restaurar el templo, el cual duró 8 meses, tiempo durante el que los feligreses recibireron los servicios religiosos en el templo de San Pedro y a la explanada del mismo. Para costear la remodelación, el Consejo Nacional para la Cultura y las Artes, donó 16 millones de pesos a través de la Dirección de Sitios y Monumentos.

En la restauración se dio tratamiento y restitución de teja, de piezas de madera, consolidación de muros, colocación de un sistema contra incendios, pintura de muros, trampas de humedad en pisos, tratamiento a los portones de acceso, aplicación de pintura de esmalte en herrerías, renovación de luminarias y colocación de candiles. Con ella se logró recuperar el 10% de los murales originales.